# Ich war eine männliche Kriegsbraut
Ich war eine männliche Kriegsbraut (Originaltitel: I Was a Male War Bride) ist eine US-amerikanische Screwball-Komödie des Regisseurs Howard Hawks. Hawks ließ sich durch einen Zeitungsbericht über Henri Rochard (1921–2018), einen Belgier, der eine amerikanische Krankenschwester heiratete, zu der Handlung inspirieren.

## Handlung
Henri Rochard ist Hauptmann der französischen Armee im besetzten Nachkriegsdeutschland. In Heidelberg trifft er Lt. Catherine Gates, Angehörige der US-Armee (Women's Army Corps, WAC). Sie kennen sich bereits. Catherine sieht Henri als Frauenheld und begegnet ihm mit einer von Skepsis durchwachsenen Sympathie. Rochard hat den Auftrag, in Bad Nauheim einen für Frankreich interessanten Deutschen namens Schindler ausfindig zu machen, dem Papiere ausgehändigt werden sollen, Gates soll ihn begleiten, da Nauheim in der amerikanischen Besatzungszone liegt. Für die Fahrt dorthin ist kein Auto verfügbar. Man nimmt ein Beiwagenmotorrad, wobei Catherine fährt, da nur sie den vorgeschriebenen Führerschein hat. Die Fahrt verläuft eher unharmonisch, da sich beide ständig annörgeln und gegenseitig aufziehen. 
Nach einigen Irrungen und Hindernissen todmüde und verspannt in einem Gasthaus in Bad Nauheim untergekommen, erlaubt Catherine Henri, sie bis zum Einschlafen zu massieren. Und geht davon aus, dass er anschließend sein Zimmer aufsucht. Da aber die Türklinke abgefallen ist, muss Henri die Nacht unkomfortabel in einem Sessel verbringen und legt sich im Morgengrauen neben sie ins Bett. Empört stellt sie das fest, vermutet unlautere Absichten und wird erst besänftigt, als die draußen anklopfende Wirtin Henris Angabe bestätigt. Auf dem Nauheimer Schwarzmarkt versucht Henri nun, in Zivilkleidung Schindler ausfindig zu machen. Catherine trifft mittlerweile einen Offizierskameraden, der ihr sagt, wo Schindler anzutreffen ist.
Beim Frühstück beobachten sie eine Razzia, bei der auch Henri verhaftet wird. Nun ist es an ihm, empört zu sein, denn Catherine verleugnet, ihn zu kennen. Am nächsten Morgen aus der Haft entlassen, scheint das Tischtuch für den grollenden Henri zerschnitten. Er verliebt sich erst auf der Rückfahrt in Catherine, als das Beiwagengespann in einem Heuschober gelandet ist.
Später heiraten sie schließlich, was sich infolge der Militärbürokratie als nicht allzu einfach erweist. Als Catherines Einheit zurück in die USA versetzt wird, platzt die geplante Hochzeitsnacht  (nach drei Eheschließungen vor dem deutschen Standesamt, dem US-Armeekaplan und einem französischen Pfarrer). Das Paar wird von Catherines Kameradin Kitty aus dem Hotel abgeholt und sie kehren mit dem Flugzeug Hals über Kopf nach Deutschland zurück. Der Papierkrieg beginnt jetzt erst richtig. Ausländischen Ehegatten ist es laut Gesetz möglich, mit in die USA zu reisen. Zwar meint das Gesetz offenkundig Ehe-Frauen, aber dies steht nirgends explizit. Daher berufen sich die beiden auf das Gesetz, und Henri wird zur „männlichen Kriegsbraut“, was zu allerlei Verwirrung und vor allem für Henri schlaflosen Nächten zwischen Heidelberg und Bremerhaven führt. 
Schließlich hilft nur eins: Aus Henri muss eine Frau werden. Mit Frauen-Uniform und provisorischer Pferdehaarperücke besteigt er im zweiten Anlauf mit Catherine das Schiff nach New York. Als Henri für eine Krankenschwester gehalten wird und bei einer Entbindung helfen soll, fliegt der Schwindel auf, doch man ist bereits auf See. Den Rest der Überfahrt verbringt er mit Catherine alleine in der verschlossenen Kabine, nachdem er den Schlüssel aus dem Bullauge geworfen hat.

## Hintergrund
Hawks erlaubte seinen Stars Cary Grant und Ann Sheridan Dialoge zu improvisieren, da er an manchen Stellen mit den Drehbuchdialogen nicht zufrieden war. Insbesondere Grant war es, der auf diese Weise den einen oder anderen Dialog zwischen den beiden Hauptdarstellern aufpeppte.
Der Film wurde 1948 an Originalschauplätzen in Heidelberg, Mannheim, Frankfurt am Main, Schwetzingen, Neckargemünd, Kleingemünd, Neckarsteinach, Zuzenhausen sowie beim Himbächel-Viadukt der (hessischen) Odenwaldbahn  und auf dem Neckar im Neckartal, u. a. an der Staustufe Rockenau, sowie in der Carl-Schurz-Kaserne in Bremerhaven gedreht.

## Kritiken
„Übermütige, sehr witzig gespielte Verkleidungsgroteske; eine treffsichere Parodie auf den amerikanischen Bürokratismus.“